# Alexandr Stoianoglo
Alexandr Stoianoglo (n. 3 iunie 1967, Comrat, RSS Moldovenească, URSS) este un jurist și politician moldovean de etnie găgăuză, care a ocupat, din 2019 până în 2021, postul de procuror general al Republicii Moldova și a deținut funcția de deputat în Parlamentul Republicii Moldova în 2009–2010 și 2010–2014, în cadrul fracțiunii Partidului Democrat din Moldova (PDM). A fost vicepreședinte al Parlamentului (2009–2010), iar în al doilea mandat de deputat a fost președinte al Comisiei parlamentare pentru securitatea statului, apărare și ordine publică.
Stoianoglo a candidat independent la funcția guvernator (bașcan) al UTA Găgăuzia de două ori: în anul 2006, în primul tur de scrutin a acumulat 6.025 voturi (10,58%), insuficiente pentru a participa în cel de-al doilea tur; în anul 2015, în primul tur de scrutin a acumulat 3.174 de voturi (4,98%), ceea ce iarăși nu i-a permis să acceadă în cel de-al doilea tur de scrutin.

## Biografie
S-a născut pe 3 iunie 1967 în orașul Comrat. În 1984–1985 a învățat la școala ȘMPT nr. 54, din Comrat. Între 1987–1992 a studiat la Universitatea de Stat din Moldova, facultatea de drept.
Este căsătorit, are doi copii. Cunoaște găgăuza, rusa, româna și turca.

### Cariera
În perioada 1992–1995 a fost stagiar, ajutor de procuror, procuror de sector, procuror șef de sector, procuror al Secției supraveghere generală, procuror superior al secției în cadrul Procuraturii municipiului Chișinău. În 1995–2001 a fost procuror al UTA Găgăuzia, iar în perioada 2001–2007 a fost adjunct al Procurorului General al Republicii Moldova.
În anul 2006 a candidat independent la funcția guvernator (bașcan) al UTA Găgăuzia și în primul tur de scrutin a acumulat 6.025 voturi (10,58%), insuficiente pentru a participa în cel de-al doilea tur.
În anii 2007–2009 a activat ca avocat la Biroul individual de avocați “Alexandr Stoianoglo” și a fost membru al Uniunii avocaților din Moldova.
În 2009–2010 a fost deputat în Parlamentul Republicii Moldova, vicepreședinte al Parlamentului. În 2010–2014 a deținut al doilea mandat de deputat, fiind și președinte al Comisiei parlamentare pentru securitatea statului, apărare și ordine publică. În 2009–2014 a fost membru și șef al Delegației Permanente a Parlamentului RM în cadrul Adunării Parlamentare a CSI.
În anii 2011–2014 a fost șeful Grupului de prietenie dintre Parlamentul Republicii Moldova și Duma de Stat a Federației Ruse.
Despre referendumul nelegitim din Găgăuzia din 2014, el a spus că „respect decizia poporului găgăuz”, dar nu îl recunoaște.
La alegerile parlamentare din 30 noiembrie 2014, Stoianoglo nu a fost incus pe listele PDM. În ianuarie 2015 a părăsit Partidul Democrat pentru a candida independent la funcția de bașcan al Găgăuziei.
În 2015 din nou a candidat independent la funcția guvernator (bașcan) al UTA Găgăuzia și în primul tur de scrutin a acumulat 3.174 de voturi (4,98%), ceea ce iarăși nu i-a permis să acceadă în cel de-al doilea tur de scrutin.
Pe 8 iunie 2024, Alexandr Stoianoglo a fost anunțat dreptul candidatul susținut de Partidul Socialiștilor din Republica Moldova (PSRM) la alegerile prezidențiale, fără a adera în partid.

### Acuzații de corupție
La data de 5 octombrie 2021, Stoiangolo a fost arestat de Procuratura Anticorupție. Acesta a fost acuzat de corupere pasivă și abuz în serviciu. Conform acuzațiilor, Stoiangolo ar fi ajutat la modificarea unei legi care a facilitat schema Laudromatului rusesc dar și spălarea rudimentară de bani a diverși operatori economici. Stoianoglo s-a aflat în arest la domiciliu până în 2022, când instanța de judecată a dispus cercetarea sa în libertate. În prezent, dosarele sale sunt încă active urmând a fi cercetate de către Curtea Supremă de Justiție.

### Evoluția ideologiei politice
Cariera politică a lui Stoianoglo și-a cunoscut ascensiunea în listele Partidului Democrat din Moldova, fiind ales deputat în 2009. Stoianoglo, alături de formațiunea sa, a făcut parte din mai multe coaliții de guvernare europene, susținând aderarea Republicii Moldova la Uniunea Europeană.
În anul 2024, fiind desemnat drept candidatul din partea Partidului Socialiștilor din Republica Moldova, Stoianoglo a început o luptă împotriva referendumului republican privind aderarea Republicii Moldova la Uniunea Europeană. Totuși, acesta nu a renunțat și la afirmațiile conform cărora continuă să susțină procesul de aderare europeană. 